# Linia kolejowa Tarascon – Sète
Linia kolejowa Tarascon – Sète – francuska linia kolejowa łącząca Tarascon z Sète. Linia jest częścią trasy z Paryża do Barcelony i stanowi główną oś transportu kolejowego w regionie Langwedocja-Roussillon. Została wybudowana w latach 1840 - 1852.